# Tikhvin
Tikhvin és una ciutat i el centre administratiu del districte de Tikhvinsky a l'oblast de Leningrad, Rússia, situat a les dues ribes del riu Tikhvinka a l'est de l'oblast, 20 quilòmetres a l'est de St. Petersburg. Tikhvin també és un centre industrial i cultural del districte, així com el seu centre de transport. La població era de 58.459 persones el 2010.
Abans era conegut com Predtechensky pogost, Tikhvinsky posad.

## Etimologia
Segons una versió sostinguda per Max Vasmer, el nom de la ciutat prové de l'antic eslau oriental тихъ (Russian), que significa "tranquil". Segons una altra versió, es deriva del finès tihkua — "goteig".